# Франсис Кејс (језеро)
Франсис Кејс (енгл. Lake Francis Case) је вештачко језеро у Сједињеним Америчким Државама. Налази се на територији америчке савезне државе Јужна Дакота. Површина језера износи 386 km².